# 太陽はひとりぼっち (ザ・コレクターズの曲)
「太陽はひとりぼっち」（たいようはひとりぼっち）は、日本のロックバンド、ザ・コレクターズ(THE COLLECTORS)の最初のシングルである。

## 概要
ザ・コレクターズのファースト・シングル。テイチクエンタテインメント所属時代に唯一発売されたシングルである。
ジャケット写真は、アルバム『虹色サーカス団』と同じものであり、撮影を手掛けたのはヒックスヴィルの中森泰弘である。

## 収録曲
1. 太陽はひとりぼっち
A面。
2. 夢みる君と僕 (Single Version)
カップリング曲。ファースト・アルバム『僕はコレクター』に収録されたものとは別テイクである。

## 収録アルバム
オリジナル・アルバム
- 僕はコレクター (#2,アルバム・バージョン)
- 虹色サーカス団 (#1)

ベスト・アルバム
- フリーク博士とマニア氏/ザ・コレクターズ・ベスト (#1,#2)
- The collectors complete set the BAIDIS years (#1,#2)
- The collectors more complete set the BAIDIS years (#2,アルバム・バージョン)
- THE GREATEST TRACKS (#2)
- all time favorite (#1)

コンピレーション・アルバム
- WELCOME TO FLOWER FIELDS LIVE SHOW 1986 (#2,ライブ・バージョン)

## 参加メンバー
- 加藤ひさし - ボーカル
- 古市コータロー - ギター
- チョーキーとしはる - ベース
- リンゴ田巻 - ドラムス